# الیت آبکاسی
الیت آبکاسی (به فرانسوی: Éliette Abécassis) رمان‌نویس، استاد دانشگاه و فیلم‌نامه‌نویس قرن بیستم میلادی اهل فرانسه است.